# 曙光少女
《曙光少女》是GONZO和AIC製作的動作、科幻日本動畫。講述一個受極光阻斷空中交通的城市內居民的故事。由平池芳正導演，朝日電視台、GONZO共同製作，大森俊之音樂製作。

## 故事
羅伊·雷邦特是艱苦度日的賞金獵人，居住於殘破的城市，該地曾因不明原因的事故「Blast Fall」，造成數千人喪生。生還者仍共同面對失去的創痛。街道上四處可見Resemble（因肢體嚴重受損，裝置高科技義肢的人類）。
然而科學無法彌補所有的創傷，羅伊渴望能逃離過去的悲痛。那夜，索露蒂－與眾不同的Resemble從天落下，失去過去的記憶。她很快便有了歸宿，然而在這個世界，痛苦和疏離永遠環伺在旁。

## 登場人物

### 主要角色
索露蒂·雷邦特（聲優：齋藤桃子）
年齡：外觀14─17歲（實際上約200餘歲）、身高：153公分
有著綠色頭髮和眼睛的Genuine Resemble，無法記得和羅伊初次見面前的所有事情。偶然拯救羅伊的性命後，便居住於羅伊家中，不久由羅伊領養，取得姓氏「雷邦特」。擁有樂於助人的特質，經常爲羅伊煮飯或做家事，羅絲入住後亦替她料理三餐和家務。時常流露出自然率真的一面。身體結構使她擁有眾多超人般的能力，包括對損傷的高度耐受性，力量和速度的大幅增強，及以拳頭共振粉碎物體的能力。名字取自羅伊的舊唱片「Solty」。
羅伊·雷邦特（聲優：中田讓治）
年齡：40歲、身高：197公分
類似克林·伊斯威特和布魯斯·威利綜合版的賞金獵人。雖然表面上對索露蒂很冷淡，時常板著臉，然而隨時間推移，日漸熱絡。妻子莎拉·雷邦特早已病逝，女兒於Blast Fall來襲時失蹤。最關心的事是找尋他堅信仍在世的女兒。
羅絲·安德森（聲優：淺野真澄）
年齡：17歲、身高：156公分
愛慕虛榮、招搖過市的盜賊，自號「藍色彗星」。個性誠實，但是頑固、自負和自私。她和兄長們將戰利品捐贈予聚居地下和郊區的未登錄市民，但是奪取過程中經常大規模破壞。佩帶雷射手槍，騎乘前側三個球型車輪，後側主動輪，內藏加農砲的大型摩托車。偶而會哼唱「Return to love（爵士樂版）」使自己平靜。動畫後期劇情披露為羅絲為羅伊失散多年的女兒，本名莉塔．雷邦特；blast fall事件讓莉塔的遺傳基因產生後天變化，讓她的頭髮變成金色。
米蘭達·瑪比利古（聲優：大原沙耶香）
年齡：27歲、身高：174公分
羅伊的雇主、卡夏的養母。經營獨立的賞金獵人仲介機構「瑪比利古獵人事務所」。平常個性親切、悠閒，但是必要時會變得積極進取。丈夫在Blast Fall來襲時喪生。
卡夏·瑪比利古（聲優：桑谷夏子）
年齡：9歲、身高：132公分
米蘭達的養女。個性務實，對他人有些不信任。
尤特·K·史提爾（聲優：下野紘）
年齡：20歲、身高：172公分
市立醫院的Resemble技術專家。他經由分析首次發現索露蒂的女性人形機器人特質。因為進一步診斷引發事故遭解聘，之後受雇於米蘭達，並與羅伊和索露蒂的居住於同一動大樓中。是個典型的電腦玩家。對索露蒂的狂熱屢次惹惱羅伊和卡夏。

### R.U.C成員
阿修雷·理庫斯（聲優：飛田展男）
年齡：外觀20歲（實際上約200餘歲，因為Resemble之故）、身高：190公分
白髮的R.U.C高級主管。本名洛克。左側顏面、軀幹和手臂，甚至大部分身體都是Resemble。是少數在世的第一代移民之一，曾監造地下城區建築工程。長相俊俏，對為他工作的人別有居心，雖然個性溫和沉穩，但卻有著為達目的不擇手段的冷酷性格。
茵特古拉·瑪提魯（聲優：廣橋涼）
年齡：23歲、身高：173公分
黑髮的R.U.C.警備部（PROCEED團隊）領導。有責任感且有條不紊。PROCEED戰鬥服是紅色，能增強速度至超人的等級，但是使用超過三次後會使身體承受巨大負擔。
西露維亞邦和（聲優：伊藤靜）
年齡：23歲、身高：179公分
性格火爆的金髮女孩。PROCEED戰鬥服是藍色，能增強力量。對阿修雷懷有浪漫的憧憬，然而被阿修雷認為無用而遭到殺害。
瑟莉卡·彌生（聲優：田村由香里）
年齡：19歲、身高：158公分
棕褐膚色，無憂無慮的狙擊手，工作是提供PROCEED團隊大範圍的支援。個性悠閒，與西露維亞交好，經常戲弄阿庫瑟拉。PROCEED戰鬥服是橘色，其肩胛和手臂上裝有許多雷射光發射埠，亦能強化視力，有助於從事狙擊手的工作。嗜好是閒散地玩電動玩具，但是只要領有酬勞，工作表現依然出色。
阿庫瑟拉·沃利克（聲優：能登麻美子）
年齡：17歲、身高：155公分
紅髮、內向地PROCEED團隊資訊專家。擅長烹飪，曾經短暫照顧過索露蒂。PROCEED戰鬥服只有最後4話出現，是白色，使她能順暢連接電腦網路。

### 其他角色
艾塢諾米亞
R.U.C的中央主電腦，是第一代殖民者攜帶的三台核心電腦之一。經由類似觸手的電纜控制城市的供水和能源供應。座落於R.U.C總部的底層，以城市心臟的功能運作。是發展出登錄制度的始作俑者，使城內人類劃分為已登錄市民和未登錄市民。
艾雷勒（聲優：島本須美）
原殖民者攜帶的第三台電腦，另兩台是艾塢諾米亞和蒂庫（索露蒂）。控制著移民船繞行行星，並透過艾塢諾米亞監看城市已逾200年。
拉利·安德森（聲優：田坂秀樹）
年齡：22歲、身高：191公分
安德森兄弟中的哥哥，有顯眼的粉紅色頭髮，是盜賊集團的首領。
安迪·安德森（聲優：鈴木達央）
年齡：20歲、身高：172公分
安德森兄弟中的弟弟，性格火爆，有尖刺般的棕髮。專精電腦網路和電腦駭客技術。
潔蕾米·柯貝爾（聲優：永田亮子）
年輕女研究員，尤特的友人。正在進行找尋新能源的實驗，以抗衡R.U.C.的能源壟斷。在實驗過程中企圖藉由Aurora Shell控制能量，但是失敗，造成實驗所在地的鐘塔倒塌。
約瑟夫（聲優：立木文彥）
年齡：外觀為老年人（實際歲數和阿修雷大致相當）
第一代移民，前R.U.C.高階職員，深諳索露蒂的運作。曾和阿修雷起爭執，之後以被動的世界旁觀者自居。居住於郊外。
Will（聲優：草尾毅）
Dale Boyd（聲優：平尾仁）
Gray Walker（聲優：辻つとむ）
Meryl Tyler（聲優：石毛佐和）
Jack McLean（聲優：緒方文興）
Dewey Black（聲優：仲野裕）
Natalie Roman（聲優：金月真美）
Rita Revant（聲優：永野愛）
暱稱「Greco」。
Vincent Greco（聲優：小山力也）
Kelly Jones（聲優：檀臣幸）
John Kimberley（聲優：速水獎）
Hou Chuu（聲優：大塚芳忠）
Jeremy Kolbel（聲優：永田亮子）
Votre（聲優：渡部猛）
Mii（聲優：澤城美雪）
中華娘（聲優：真堂圭）
アム・トランファ（聲優：生天目仁美）

## 用語
Aurora Shell
固定該行星大氣層的防護罩。任何接觸的物體都會被雷電擊中。除了造成夜空類似極光的色彩，亦阻斷空中交通和電磁波偵測。
Blast Fall
故事開始前約十二年發生的巨大災害。巨大的R.U.C舊大樓遭Aurora Shell強烈閃電擊中坍塌，造成大規模建物崩塌和人員死傷。
Genuine
100%全身Resemble化的人類。索露蒂為全劇中唯一的Genuine。
Hilga
太空航行用大型船艦。能夠在大氣層內盤旋，配備強力高能光束加農砲，在R.U.C舊總部內建造。
New Rights Child
Blast Fall後無條件取得已登錄市民權利的孩童。在災害中許多孤兒沒有身分，無法送往市立孤兒院，城市政治領袖決定給予這些孤兒居民權以使他們獲得醫療照顧和其他城市措施的使用權利。
PROCEED
受Blast Fall副作用影響改變基因的女孩。她們的體能如力氣、速度等因此增加，此外也獲得不同幅度改善的人體機械結合能力。
R.U.C（Reestablishment Universe Committee，宇宙重建委員會）
管理城市日常事務的大企業。除了自有安全防衛武力，還擁有四腳行走、似建築用起重機的巨大機器人。由殖民地監督者電腦艾塢諾米亞建造，用途為控管城市。
已登錄市民（合法居民）／未登錄市民（非法居民）
城市居民的分類制度，由艾塢諾米亞建立，用以管理資源分配至居民的方式。已登錄市民是官方認可的居民，可獲得就醫、就學、社會救濟和其他政府提供的設施。而未登錄市民為城市的非法定居民，通常被官方視為階級較低者。未登錄市民居住於老舊、缺乏管理的地下城區，已登錄市民則居住於地面城區。
當此種分類制度的本意已經消失，分類的依據多半是基於血統。已登錄市民的後裔亦視為已登錄市民，每對已登錄市民夫妻可領養一個未登錄市民孩童。而受領養的孩童則重新分類為已登錄市民。
相反地，未登錄市民的後裔仍然分類為未登錄市民。
Resemble
用於替代人體部位之義肢的泛稱。在Blast Fall造成大規模傷害後更為普遍，使用此種科技的人亦稱為Resemble，他們的Resemble部位皆連線至R.U.C的中央電腦艾塢諾米亞。

## 工作人員
- 監督：平池芳正
- 助監督：遠藤廣隆
- 系列構成、腳本：木村暢
- 人物設定、總作畫監督：Shuzilow.HA
- 機械設定：海老川兼武
- 概念設定原案：園田健一（槍、PROCEED戰鬥服設定）、村田蓮爾（羅絲的腳踏車設定）、前田真宏（羅伊的車）
- 美術設定：佐藤肇
- 美術監督：小濱俊裕
- 美術監修：佐藤勝
- 色彩設定：大內綾
- 攝影監督：田中浩介
- 3DCGI導演：下山博嗣
- 編輯：廣瀨清志
- 音響監督：鶴岡陽太
- 音樂：大森俊之
- 音樂製作人：藤田純二、伊藤善之
- 企劃：村濱章司
- 企劃協力：谷口悟朗
- 製作人：豬股一彥、西口（朝日電視台）
- 執行製作人：梶田浩司
- 動畫製作人：福家日佐夫
- 企劃原案：Shuzilow.HA／GONZO
- 動畫製作：GONZO×AIC
- 製作：／tv asahi
- 製作：Solty Rock Project

## 各話標題
| 集數       | 日文標題      | 中文標題翻譯         | 劇本   | 分鏡     | 演出              | 作畫監督           |
| ---------- | ------------- | -------------------- | ------ | -------- | ----------------- | ------------------ |
| Episode:01 |               | 降下極光的街道       | 木村暢 | 平池芳正 | 遠藤廣隆          | 原修一             |
| Episode:02 |               | 嶄新的早晨。         | 木村暢 | 福田道生 | 木村隆一          | 山本佐和子         |
| Episode:03 |               | 藍色的少女           | 木村暢 | 河村隆一 | 仁昌寺義人        | 井元一彰           |
| Episode:04 | friend        | 朋友                 | 木村暢 |          | 阿部雅司          | 村田峻治           |
| Episode:05 |               | WaterSide Panic      | 木村暢 | 福田道生 | 岩田義彥          | 小船井充           |
| Episode:06 |               | 愛女                 | 木村暢 | 木村隆一 | 渡邊純央          | 飯飼一幸、竹內昭   |
| Episode:07 |               | 小惡魔的訪問         | 木村暢 | 根室大   | 山田弘和          | 原修一             |
| Episode:08 |               | 復仇                 | 木村暢 |          | 遠藤廣隆          | 米澤優             |
| Episode:09 |               | 少女們的假日         | 木村暢 | 岩田義彥 | 岩田義彥          | 村田峻治           |
| Episode:10 |               | 財寶＆拯救           | 木村暢 | 木村隆一 | 木村隆一          | 井元一彰           |
| Episode:11 |               | 生日遊戲             | 木村暢 | 根室大   | 阿部雅司          | 日下部智津子       |
| Episode:12 |               | 在終結的盡頭~眼淚    | 木村暢 | 福田道生 | 仁昌寺義人        | 山本佐和子         |
| Episode:13 | distance      | 距離                 | 木村暢 |          | 唐戶光博          | 村田峻治           |
| Episode:14 |               | 為了掩蓋心靈上的黑暗 | 木村暢 | 杉島邦久 | 山田弘和          | 越智博之           |
| Episode:15 |               | 找到容身之處         | 木村暢 |          | 岩田義彥          | 村田峻治           |
| Episode:16 |               | 開玩笑的、一半       | 木村暢 | 木村隆一 | 遠藤廣隆          | 原修一             |
| Episode:17 | LADY          | 淑女                 | 木村暢 | 越智博之 | 仁昌寺義人        | 越智博之           |
| Episode:18 |               | 歡迎回來             | 木村暢 | 根室大   | 唐戶光博          | 米澤優             |
| Episode:19 |               | 全員集合！           | 木村暢 |          |                   | 日下部智津子       |
| Episode:20 |               | 災難來臨             | 木村暢 | 福田道生 | 山田弘和          | 村田峻治           |
| Episode:21 |               | 真實的時刻           | 木村暢 |          | 岩田義彥          | 越智博之           |
| Episode:22 |               | 我和她及少女的思緒   | 木村暢 | 福田道生 | 古川順康          | 永田正美           |
| Episode:23 | Final message | 最後的訊息           | 木村暢 | 木村隆一 | 木村隆一          | 村田峻治           |
| Episode:24 |               | 今後                 | 木村暢 | 秋山勝仁 | 仁昌寺義人        | Shuzilow.HA        |
| Episode:EX |               |                      | 木村暢 | 遠藤廣隆 | 岩田義彥 遠藤廣隆 | Shuzilow.HA 原修一 |

## 主題曲

### 片頭曲
- 「clover」（第1話至第23話、特別篇）

歌：meg rock
作詞、作曲：meg rock、編曲：加藤大祐

### 片尾曲
- 「Float～～」（第1話至第11話、第13話至第23話、特別篇）

歌：近江知永
作詞、作曲：奧井雅美、編曲：市川淳
- 「Return to love」（第12話、第24話）

歌：近江知永
作詞、作曲：奧井雅美、編曲：市川淳

### 插入曲
- 「take you there」（第4話）

歌：R·O·N featuring Takuto Maeda from count lost
作詞、作曲、編曲：R·O·N
- 「promise」（第5話）

歌：R·O·N
作詞、作曲、編曲：R·O·N
- 「Return to love（爵士樂版）」（第12話、第13話、第24話）

歌：Geila Zilkha
作詞、作曲：奧井雅美、英文作詞：渡邊美佳、編曲：奥井雅美
- 「（why I'm right here）with you」（第16話）

歌：R·O·N
作詞、作曲、編曲：R·O·N
- 「wish For...」（第18話）

歌：R·O·N featuring Takuto Maeda from count lost
作詞、作曲、編曲：R·O·N
- 「straying in the dark」（第22話）

歌：R·O·N
作詞、作曲、編曲：R·O·N
- 「wish」（第23話）

歌：meg rock
作詞、作曲：meg rock、編曲：加藤大祐
- 「pieces」（第24話）

歌： featuring Junko from electlink
作詞、作曲、編曲：R·O·N

## 瑣事
- R.U.C.警備部的四個女孩名字取自日本四款汽車型號：本田Integra、豐田Celica、馬自達Accela和日產Silvia。
- 城市的三台核心電腦艾塢諾米亞、蒂克、艾雷勒名字取自希臘神話的荷賴：掌管季節的三女神。

## 外部連結
- 曙光少女官方網站 （页面存档备份，存于）（日語）
- SoltyRei from BIGLOBE（日語）
- SoltyRei 官方部落格 （页面存档备份，存于）（日語）
- SoltyRei 官方網站
- SoltyRei在動畫新聞網的百科全书中的资料（英文）